# Xylosma dothioense
Xylosma dothioense är en videväxtart som beskrevs av André Guillaumin. Xylosma dothioense ingår i släktet Xylosma och familjen videväxter. Inga underarter finns listade i Catalogue of Life.